# 히로노촌 (오카야마현)
히로노촌(広野村)은 오카야마현 가쓰타군에 설치되었던 촌이다. 현재의 쓰야마시에 해당한다.